# Peterpaul Forcher
Peterpaul Forcher (Oberdrum, 29 giugno 1946 – Lienz, 28 maggio 2006) è stato un matematico e origamista austriaco.
Infatti, per quel che riguarda la matematica, è stata da lui insegnata nell'Accademia commerciale di Lienz.
Inoltre, è noto per la passione degli origami nata durante una visita fatta alla sorella a Torino.

## Biografia
Nato a Oberdrum una frazione della città di Oberlienz, terzo figlio (dopo due sorelle) di Florian e Johanna Forcher.
Si laureò nel 1972 a Innsbruck, e nello stesso anno cominciò ad insegnare nell'accademia commerciale di Lienz.
Vinse un campionato del mondo di origami.

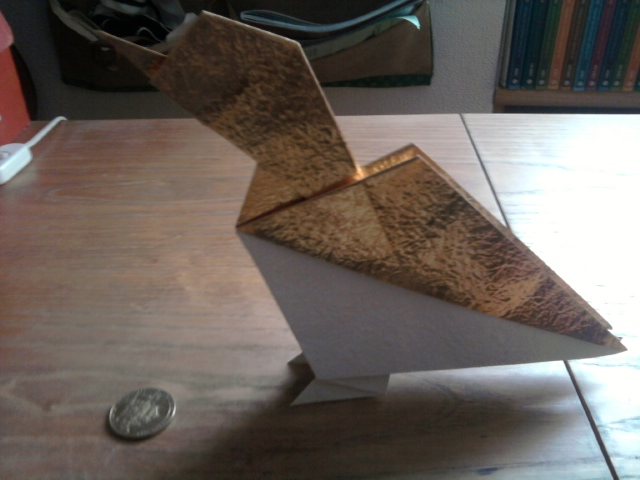
Uno degli origami creati da Peterpaul Forcher

Creò centinaia di origami, tra cui molti di essi basandosi su formule complesse della matematica.